# Pedicularis corydaloides
Pedicularis corydaloides är en snyltrotsväxtart som beskrevs av Hand.-mazz.. Pedicularis corydaloides ingår i släktet spiror, och familjen snyltrotsväxter. Inga underarter finns listade i Catalogue of Life.